# Język karey
Język karey (także kerei, krei) – język austronezyjski używany w prowincji Moluki w Indonezji, we wsi Karey na wschodnim wybrzeżu wyspy Tarangan (wyspy Aru). Według danych z 2011 roku posługuje się nim 610 osób. Jest bliski językowi barakai.
Nie wykształcił piśmiennictwa.